# Thuidium subglaucinum
Thuidium subglaucinum là một loài Rêu trong họ Thuidiaceae. Loài này được Cardot miêu tả khoa học đầu tiên năm 1911.